# 헤스투르섬
헤스투르섬(페로어: Hestur, 덴마크어: Hestø 헤스퇴[*])은 페로 제도의 섬 중 하나이다. 섬 이름은 페로어로 "말의 섬"을 뜻한다.